# Calvin Bird
James Calvin Bird (11 de febrero de 1938-19 de junio de 2013) fue un jugador de fútbol americano que formó parte de los Kentucky Wildcats de la Universidad de Kentucky y perteneció a los New York Jets en la Liga Americana de Football (AFL) durante la postemporada.

## Primeros años y años escolares
James Calvin Bird creció en Corbin, Kentucky. Jugó fútbol americano, baloncesto y fue corredor de pista en la preparatoria Corbin High School. Creció junto a tres hermanos, todos participaban en actividades deportivas en Corbin e igualmente en la universidad. Calvin lideró a su equipo y los llevó hasta la competencia estatal como alumno de primer año y obtuvo el reconocimiento por parte de All-State como jugador dos veces durante su preparatoria. Asimismo estableció el récord estatal durante su primer año en Corbin y el nacional durante su último año con una puntuación acumulada de 264 puntos. En basketball tuvo una puntuación promedio de 32 puntos anotados por partido. La escuela, con el tiempo, retiró su camiseta con el número 66.

## Universidad
Bird asistió a la Universidad de Kentucky y jugó bajo la tutela del entrenador Blanton Collier. Jugó en cinco posiciones diferentes para los Wildcats, incluyendo corredor medio, regresador de patada, ala abierta y defensive back. Fue escogido como alumno del año por la Southeastern Conference (SEC) en 1958 al sobresalir en la cantidad y recepciones realizadas y la cantidad de yardas avanzadas.
Participó en una selección por parte del ALL-SEC para un equipo de segunda división en 1959 y para un equipo de primera división en su último año de universidad en 1960. Bird destacó con Kentucky mediante la distancia del yardage recorrido durante tres temporadas jugando para el equipo. Su mayor logro fue al vencer a Tennessee las tres temporadas que jugó con los Wildcats. En 1958 y 1959 anotó todos los puntos que Kentucky tuvo en contra de Tennessee. Jugó en tres partidos all-star después de concluir su temporada de preparatoria y fue el jugador más valioso del All-American All-Star Game. En 1997, su camiseta con el número 21 fue retirada por Kentucky. En el 2005 fue nombrado como miembro honorario del salón de la fama de atletismo de la Universidad de Kentucky.

## Vida de profesional y tardía
Calvin fue elegido en 1961 por los Cleveland Browns de la Liga Nacional de Football y por los San Diego Chargers de la Liga Americana de Football, aunque no jugó para alguno de los equipos. Se unió a los New York Jets en el verano de 1963 como ala abierta, pero fue dado de baja por el equipo antes de la temporada de juego y no tuvo participación alguna. Se casó con Okeh Jean en 1960 en su último año en Kentucky, permanecieron juntos hasta su muerte 53 años después el 19 de junio de 2013.

## Familia
Bird y sus tres hermanos - Jerry, Rodger y Billy - cada uno participó en actividades deportivas durante la preparatoria y en la Universidad de Kentucky. Jerry jugó basketball para Kentucky a partir de 1954 hasta 1956. Su camiseta con el número 22 fue retirada por el equipo de basketball. Billy jugó football para Kentucky a principios de 1960. Rodger participó dos veces como corredor medio para los Wildcats en 1964 y 1965. Jugó tres temporadas en la Liga Americana de Football para los Oakland Raiders. Su camiseta igualmente fue retirada por Kentucky.